# Blind Date (theater)
Blind Date is een Belgisch theaterstuk dat in januari 2017 in première is gegaan in het Fakkeltheater in Antwerpen. Blind Date is geregisseerd door Sven De Ridder. Brick van Dyck en James Cooke hebben ook meegewerkt. In het stuk spelen Karen Damen (ex-zangeres  van K3), Kürt Rogiers, Manou Kersting, Aron Wade en Peter Van Asbroeck.
Wegens succes waren er extra voorstellingen in Theater Elckerlyc. Blind Date ging vanaf september 2017 op tournee door Vlaanderen.

## Verhaal
Het stuk gaat over zotte doos Daisy Pront (gespeeld door Karen Damen). Nadat haar huwelijk stukloopt, beslist ze mee te doen aan het populaire datingprogramma Blind Date. Zo hoopt ze haar prins op het witte paard te ontmoeten en daarna haar huwelijksreis van haar dromen te maken. Drie mannen moeten haar proberen te verleiden. Hun doel is om te winnen en uiteindelijk op huwelijksreis te gaan met Daisy.